# Max van Hees
Max van Hees (Eindhoven, 30 oktober 2002) is een Nederlands voetballer die als middenvelder voor USV Hercules speelt.

## Carrière
Max van Hees speelde in de jeugd van PVCV Vleuten, Alphense Boys en FC Den Bosch. In het seizoen 2020/21 zat hij als jeugdspeler voor het eerst bij de eerste selectie van FC Den Bosch, maar debuteerde pas twee seizoenen later in het betaald voetbal. Dit was op 10 februari 2023, in de met 4-2 gewonnen thuiswedstrijd tegen Jong Ajax. Hij kwam in de 90+4e minuut in het veld voor Anass Ahannach. Ook in de met 4-0 verloren uitwedstrijd tegen VVV-Venlo mocht hij invallen, ditmaal een kwartier. In 2023 vertrok hij naar USV Hercules, uitkomend in de Derde divisie. In november van 2023 werd bekend dat hij na het seizoen de overstap zou maken naar competitiegenoot IJsselmeervogels.

### Statistieken
| Seizoen                       | Club           | Land           | Competitie      | Competitie | Competitie | Beker | Beker | Totaal | Totaal |
| Seizoen                       | Club           | Land           | Competitie      | Wed.       | Dlp.       | Wed.  | Dlp.  | Wed.   | Dlp.   |
| ----------------------------- | -------------- | -------------- | --------------- | ---------- | ---------- | ----- | ----- | ------ | ------ |
| 2020/21                       | FC Den Bosch   | Nederland      | Eerste divisie  | 0          | 0          | 0     | 0     | 0      | 0      |
| 2021/22                       | FC Den Bosch   | Nederland      | Eerste divisie  | 0          | 0          | 0     | 0     | 0      | 0      |
| 2022/23                       | FC Den Bosch   | Nederland      | Eerste divisie  | 2          | 0          | 0     | 0     | 2      | 0      |
| 2023/24                       | USV Hercules   | Nederland      | Derde divisie A | 9          | 6          | 3     | 2     | 12     | 8      |
| Carrièretotaal                | Carrièretotaal | Carrièretotaal | Carrièretotaal  | 11         | 6          | 3     | 2     | 14     | 8      |
| Bijgewerkt op 1 december 2023 |                |                |                 |            |            |       |       |        |        |